# Ів Бреннер
Ів Бреннер (англ. Eve Brenner, справжнє ім'я: Евелін Гальперн англ. Evelyn Halpern; нар. 19 травня 1926, Сан-Дієго, Каліфорнія, США) — американська акторка та співачка.

## Кар'єра
Народилася в Сан-Дієго, штат Каліфорнія, 19 травня 1926 року, вона почала свою кар'єру як «Бетті» (під своїм справжнім іменем «Евелін Халперн») в епізоді 1953 року («Привид для Скотланд-Ярду») «Пригоди Супермена». Її наступна роль була лише в 1965 році у фільмі Rat Fink. Через роки вона з'явилася в інших телевізійних серіалах і фільмах, а також у «Сутінковій зоні» (1985–1989), «Вбивство, яке вона написала» (1984–1996), «Сміливі та красиві» (1987), «Х-Files» (1993–2018), Touched by an Angel (1994–2003), The McCarthys (2014–2015) і Baskets (2016–2019). Вона озвучила мишачу королеву в мультфільмі Діснея «Великий мишачий детектив» (1986).

## Вибрана фільмографія
| Рік       |    | Українська назва                 | Оригінальна назва              | Роль             |
| --------- | -- | -------------------------------- | ------------------------------ | ---------------- |
| 2018      | с  | Новобранець                      | The Rookie                     | Рут              |
| 2016—2018 | с  | Баскетс                          | Baskets                        | мати Марти       |
| 2016      | с  | Анатомія Ґрей                    | Grey's Anatomy                 | Енід             |
| 2015      | с  | Американська сімейка             | Modern Family                  | мати Андерса     |
| 2012      | ф  | Надійні хлопці                   | Stand Up Guys                  | Аніта            |
| 2012      | с  | Ліга                             | The League                     | Ванда            |
| 2010      | с  | Менталіст                        | The Mentalist                  | Білтмор Нікі     |
| 2010      | с  | Різзолі та Айлз                  | Rizzoli & Isles                | місіс Джонс      |
| 2006      | с  | Мертва справа                    | Cold Case                      | Йоганна Гофман   |
| 2004      | с  | Мертві, як я                     | Dead Like Me                   | Розі             |
| 2003      | с  | Як сказав Джим                   | According to Jim               | леді Мейер       |
| 2003      | с  | Швидка допомога                  | ER                             | Вільма           |
| 2001      | с  | Дотик янгола                     | Touched by an Angel            | Флоренс Ґіббонс  |
| 2000      | с  | Цілком таємно                    | The X-Files                    | місіс Маккесон   |
| 1998      | с  | Сайнфелд                         | Seinfeld                       | леді у ресторані |
| 1997      | тф | Друга громадянська війна         | The Second Civil War           | поліцейська      |
| 1996—1998 | с  | Надія Чикаго                     | Chicago Hope                   | місіс Ґаллагер   |
| 1995      | ф  | Вбивство першого ступеня         | Murder in the First            | секретарка       |
| 1992      | с  | Зоряний шлях: Наступне покоління | Star Trek: The Next Generation | Інад             |
| 1990      | с  | Квантовий стрибок                | Quantum Leap                   | Мейделін         |
| 1987      | с  | Шосе на небеса                   | Highway to Heaven              | Етта             |
| 1986      | мс | Великий мишачий детектив         | The Great Mouse Detective      | королева мишей   |
| 1985      | с  | Сутінкова зона                   | The Twilight Zone              | стара пані       |
| 1977      | ф  | Іди вперед або помри             | March or Die                   | співачка         |
| 1965      | ф  | Рет Фінк                         | Rat Fink                       | епізодична роль  |
| 1953      | с  | Пригоди Супермена                | Adventures of Superman         | Бетті            |